# Девериа, Ашиль
Ашиль Жак-Жан-Мари Девериа́ (фр. Achille Jacques-Jean-Marie Devéria; 6 февраля 1800 года, Париж — 23 декабря 1857 года, там же) — французский художник, акварелист и литограф. Брат Эжена Девериа.

## Биография

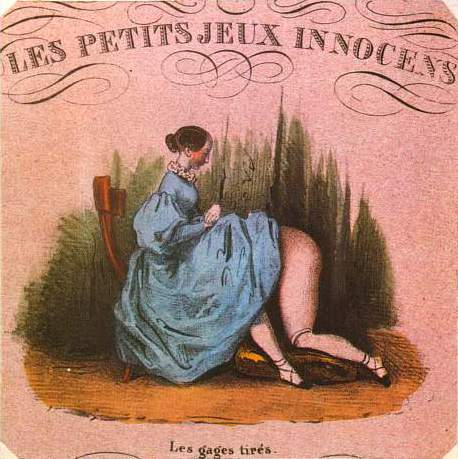
Из цикла «Маленькие невинные игры»

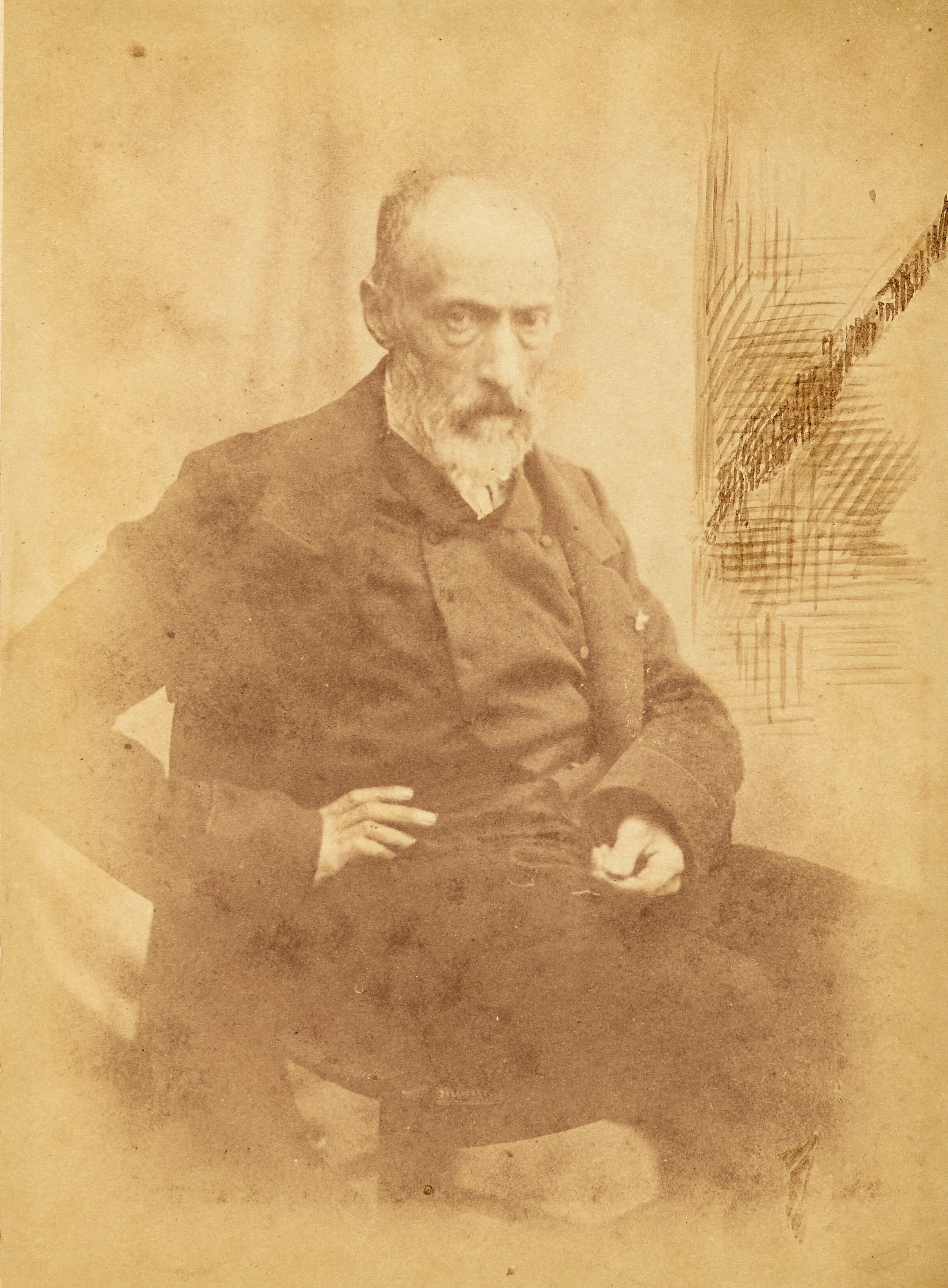
Девериа Ашиль в середине 1850-х гг.

Ученик Жироде-Триозона. В 1822 году он начал выставляться в Парижском Салоне.
К 1830 году стал успешным книжным иллюстратором (известны его иллюстрации к «Фаусту» Иоганна Гёте, «Дон Кихоту» Сервантеса, сказкам Шарля Перро), одновременно приобретя известность эротическими миниатюрами. В творчестве Девериа преобладали лёгкие, сентиментальные или фривольные сюжеты.
Девериа был также видным портретистом. Им, в частности, были изображены Александр Дюма-отец, Проспер Мериме, Вальтер Скотт, Альфред де Мюссе, Бальзак, Виктор Гюго, Мари Дорваль, Альфонс де Ламартин, Альфред де Виньи, Видок и другие. Шарль Бодлер говорил о портретах Девериа, что они отражают «все нравы и эстетики эпохи».
В 1849 году Девериа был назначен начальником отдела гравюры Национальной библиотеки и помощником хранителя египетского отдела Лувра.
В последние годы жизни Девериа преподавал рисунок и литографию своему сыну Теодюлю, и они вместе работали над альбомом портретов.
Работы Девериа выставляются в Лувре, Музее Искусств Сан-Франциско, Музее Пола Гетти, Музее Нортона Саймона, коллекции Льежского университета.